# Distretto di Pontó
Il distretto di Pontó è un distretto del Perù nella provincia di Huari (regione di Ancash) con 3.472 abitanti al censimento 2007 dei quali 766 urbani e 2.766 rurali.
È stato istituito il 30 settembre 1943.